# Rieglersreuth
Rieglersreuth ist ein Gemeindeteil des Marktes Zell im Fichtelgebirge im Landkreis Hof (Oberfranken, Bayern). Rieglersreuth liegt in der Gemarkung Friedmannsdorf.

## Geografie
Der Weiler liegt auf freier Flur. Es entspringt dort ein namenloser rechter Zufluss des Rieglersbaches. Eine Anliegerstraße führt zur Kreisstraße HO 44 bei Friedmannsdorf (0,4 km nordöstlich). Ein Wirtschaftsweg führt zur Bucheckmühle (1,1 km südwestlich).

## Geschichte
Der Ort wurde in einer Urkunde „Riegelsrewt“ genannt.
Gegen Ende des 18. Jahrhunderts bestand Rieglersreuth aus vier Anwesen. Die Hochgerichtsbarkeit stand dem bayreuthischen Stadtrichteramt Münchberg. Das bayreuthische Amt Stockenroth hatte die Dorf- und Gemeindeherrschaft. Grundherren waren die Hofkanzlei Bayreuth (1 Hof), das Amt Hallerstein (2 Halbhöfe) und das Gotteshaus Münchberg (1 Hof).
Von 1797 bis 1810 unterstand Rieglersreuth dem Justiz- und Kammeramt Münchberg. Infolge des Ersten Gemeindeedikts wurde Rieglersreuth dem 1812 gebildeten Steuerdistrikt Zell im Fichtelgebirge und der zugleich entstandenen Ruralgemeinde Zell im Fichtelgebirge zugewiesen. 1822 kam es zur Umgemeindung in die neu gebildeten Ruralgemeinde Friedmannsdorf. Im Zuge der Gebietsreform in Bayern wurde die Gemeinde Rieglersreuth am 1. Mai 1978 nach Zell im Fichtelgebirge eingemeindet.

### Ehemalige Baudenkmäler
- Haus Nr. 1: Eingeschossiger Wohnstallbau mit Satteldach. Die Rahmungen von Wohnungs- und Stalltür sind profiliert und geohrt, die Wohnungstür am Scheitelstein ist bezeichnet mit „JF“ (=Johann Fischer), der Scheitelstein der Stalltür mit „1804“.[9]
- Haus Nr. 4: Eingeschossiger Wohnstallbau mit Satteldach und Eckquaderung, frühes 19. Jahrhundert, an der rundbogigen Wohnungstür Kämpfer- und Schlussstein, dieser ist bezeichnet mit „FL“ (=Lorenz Fischer?).[9]
- Haus Nr. 5: Ehemals eingeschossiger Wohnstallbau, der Sturz der Wohnungstür ist bezeichnet mit „18 GS 29“ (=Georg Schwab), an der rundbogigen Stalltür befinden sich ein Kämpfer- und Schlussstein.[9]

### Einwohnerentwicklung
| Jahr      | 1799   | 1812  | 1819   | 1861   | 1871   | 1885   | 1900   | 1925   | 1950   | 1961   | 1970   | 1987   | 2005  | 2010  | 2015  |
| Einwohner | 40     | 41    | 44     | 39     | 52     | 42     | 38     | 35     | 41     | 32     | 27     | 26     | 26    | 24    | 23    |
| Häuser    | 6      | 6     |        |        |        | 6      | 6      | 6      | 6      | 6      |        | 6      |       |       |       |
| Quelle    | [ 11 ] | [ 7 ] | [ 12 ] | [ 13 ] | [ 14 ] | [ 15 ] | [ 16 ] | [ 17 ] | [ 18 ] | [ 19 ] | [ 20 ] | [ 21 ] | [ 1 ] | [ 1 ] | [ 1 ] |

## Religion
Rieglersreuth ist bis heute nach St. Gallus (Zell im Fichtelgebirge) gepfarrt und ist seit der Reformation evangelisch-lutherisch geprägt.